# ГЕС Jiāngpínghé
ГЕС Jiāngpínghé (江坪河水电站) — гідроелектростанція, що споруджується у центральній частині Китаю в провінції Хубей. Входить до складу каскаду на річці Loushui, лівій притоці Лішуй (впадає до розташованого на правобережжі Янцзи великого озера Дунтін).
В межах проекту річку перекрили кам'яно-накидною греблею із бетонним облицюванням висотою 219 метрів, довжиною 414 метрів та шириною по гребеню 10 метрів. Вона утримуватиме водосховище з об'ємом 1256 млн м3 (корисний об'єм 678 млн м3) та припустимим коливанням рівня поверхні у операційному режимі між позначками 427 та 470 метрів НРМ (під час повені об'єм зростатиме до 1366 млн м3).
Через два тунелі з діаметром по 6,4 метра вода зі сховища подаватиметься до спорудженого на лівобережжі наземного машинного залу. Тут встановлять дві турбіни типу Френсіс потужністю по 225 МВт, які забезпечуватимуть виробництво 964 млн кВт-год електроенергії на рік.